# Transposición de Westphalen-Lettré
La transposición de Westphalen–Lettré es una reacción orgánica que consiste en una reacción de transposición del diacetato de colestan-3β,5α,6β-triol con anhídrido acético y ácido sulfúrico. En esta reacción se pierde un equivalente de agua, se forma una doble ligadura en los carbonos C10-C11 y el metilo de la posición 10 migra a la posición 5.
La reacción es de primer orden en el esteroide con acceso al ácido sulfúrico y el primer paso de la reacción en el mecanismo es la esterificación con ácido sulfúrico seguida de la formación de un carbocatión en el carbono 5, en donde la transposición se lleva a cabo.